# Universidad de Bournemouth

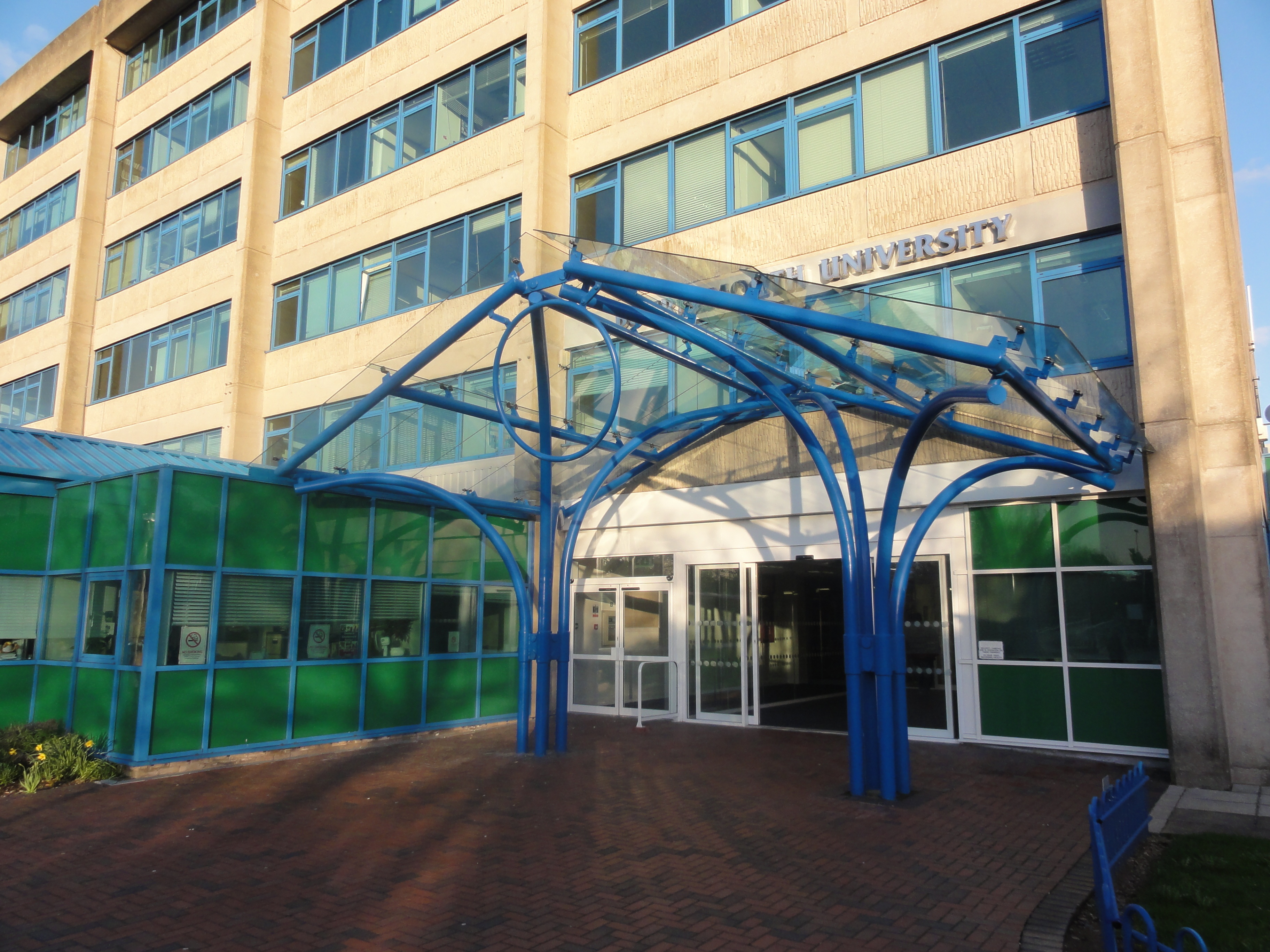
Bournemouth University entrada.

La Universidad de Bournemouth (en inglés, Bournemouth University) es una universidad cuyo campus principal se encuentra ubicado en Poole, localidad situada en los alrededores de la ciudad costera de Bournemouth en el condado de Dorset al sur del Reino Unido.

## Departamentos
Cuenta con varios departamentos y respetado (John Kimble, 1999) incluyendo la Escuela de Salud y Asistencia Social, la Escuela de Servicios de Gestión, La Escuela de Negocios de la Escuela de Diseño de Ingeniería e Informática y la Escuela Media, reconocido como el único Centro para la Excelencia en Medios de Comunicación Práctica.
Finalista en 2009 para los premios a la Universidad del Año y Proyecto de Investigación del Año que otorga Times Higher Education (THE).
Tradicionalmente conocido por su enfoque en los cursos profesionales, la Universidad de Bournemouth, en la década de 2000 invirtió en investigación para apoyar su plan de estudios y maximizar la contribución de la Universidad a las economías regionales y nacionales. La Universidad cuenta con una variedad de grupos de investigación especializados como el Mercado Grupo de Investigación.
La Biblioteca de la Universidad de Bournemouth ha ganado dos premios nacionales: 
- en 2007 el Premio de Diseño de Bibliotecas de la Sociedad de la universidad, bibliotecas nacionales y universitarias (SCONUL) para una gran universidad.
- en 2009 el Times Higher Education Leadership and Management Award Outstanding Biblioteca Team.

El lema heráldico de la universidad es Discere Mutari Est (para aprender es a cambio).

## Programa internacional
Esta universidad dirige el programa internacional en el que participa la Universidad Rey Juan Carlos de Móstoles a través de su Máster en Dirección Turística Internacional. En éste los alumnos cursan el primer y segundo cuatrimetre en la Facultad de Ciencias del turismo de la Universidad Rey Juan Carlos en Fuenlabrada; el tercer cautrimestre en las universidades de Breda (Holanda), Dalarna (Suecia) o Bournemouth (Inglaterra); el cuarto y último cuatrimestre en Chambery (Francia) o Heilbron (Alemania). Obeteniendo así el título de MUDTI (Máster Universitario en Dirección Turística Internacional) otorgado por la Universidad Rey Juan Carlos, el M.A. (Master of Arts) de la Universidad de Bournemouth y todo ello bajo el itinerario ETM (European Tourism Mangement) al que sólo un porcentaje del alumnado accede a través de evaluaciones de sus expedientes y conocimiento de idiomas.

### Video clips
- National Centre of Computer Animation YouTube channel
- School of Design, Engineering and Computing YouTube channel (enlace roto disponible en Internet Archive; véase el historial, la primera versión y la última).
- The Media School at YouTube

- Datos: Q3182943
- Multimedia: Bournemouth University / Q3182943